# Apollonia Pontica

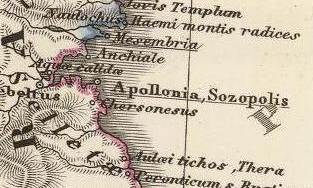
Die römische Siedlungen an der südwestlichen Schwarzmeerküste

Apollonia war eine antike Stadt am westlichen Schwarzen Meer am südlichen Ausgang der Bucht von Burgas an der Stelle des heutigen Sosopol in Bulgarien. Um sie von anderen Städten gleichen Namens zu unterscheiden, erhielt sie den Namenszusatz Pontica (altgriechisch Ἀπολλωνία Ποντική Apollonia Pontike, latinisiert Apollonia Pontica, bulgarisch Аполония Понтийска Apolonija Pontijska).
Apollonia verfügte über zwei geschützte Häfen und bot dadurch eine günstige Lage für die Seefahrt, ihre Wirtschaft im 5. und 4. Jahrhundert v. Chr. beruhte auf Kupfererz, Wein, Getreide und Fischfang. Bei der römischen Eroberung 72 v. Chr. wurde die Stadt geplündert und zerstört.

## Name
Die Stadt erhielt von ihren griechischen Gründern zu Ehren des Gottes Apollon, der hier als Heiler verehrt wurde, den Namen Apollonia. Um sie von anderen Städten gleichen Namens zu unterscheiden, wurde sie auch mit dem Namenszusatz Pontike (altgriechisch Ἀπολλωνία Ποντική Apollonia Pontike, latinisiert Apollonia Pontica, „Apollonia am (Schwarzen) Meer“) oder dem Namenszusatz Magna („die Große“) bezeichnet.
Im Verlauf der Christianisierung in der Spätantike wurde Apollonia in altgriechisch Σωσόπολις Sosopolis umbenannt (griechisch für „Stadt der Rettung/der Erlösung/des Heils“). Der genaue Zeitpunkt der Namensänderung ist nicht bekannt, so findet sich im 4. Jahrhundert noch der Name Apollonia beim römischen Historiker Ammianus Marcellinus und in der Tabula Peutingeriana.

## Geschichte

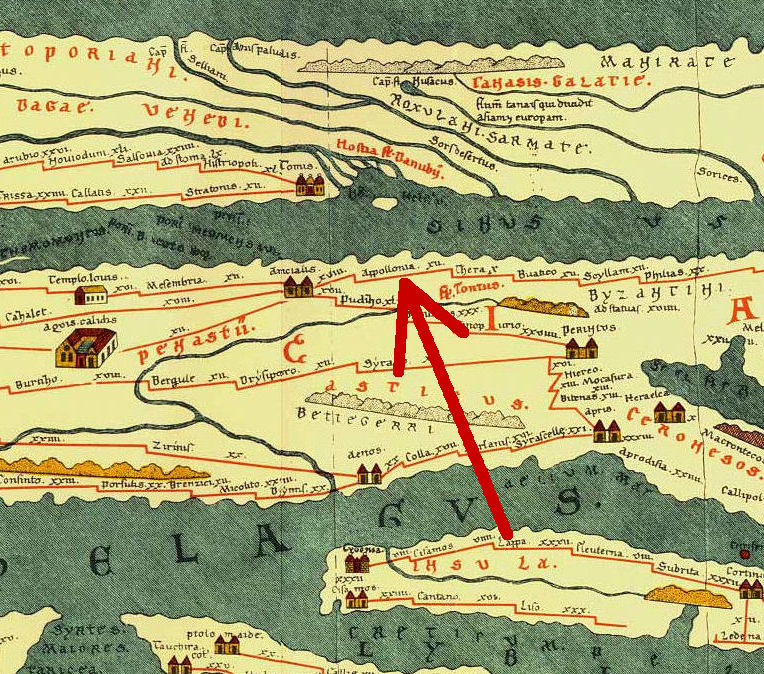
Apollonia Pontica auf der Tabula Peutingeriana (roter Pfeil)

Die Stadt wurde in der bereits seit dem Beginn des 1. Jahrtausends v. Chr. von Thrakern besiedelten Gegend nach den Angaben bei Pseudo-Skymnos 610 v. Chr. von Griechen aus Milet als eine der frühesten griechischen Kolonien im Schwarzmeerraum gegründet. Stephanos Byzantios nennt Griechen aus Milet und Rhodos als Gründer von Apollonia.
Die genaueren Umstände der Gründung und Besiedlung von Apollonia sind unbekannt. Die Forschung geht von einem Küstenbereich mit einer relativ ausgeprägten thrakischen Präsenz zu Beginn der griechischen Kolonisation aus. Apollonia wurde der erste Hafen, den die Seeleute auf ihrer Passage Richtung Norden nach dem Passieren des Bosporus ansteuern konnten, da an der heutigen türkischen Westküste des Schwarzen Meeres südlich von Kap Thynias (İğneada Burnu) keine griechische Kolonie entstand. Dieser Umstand ist zum einen durch die verhältnismäßig ungünstige Küstenkonfiguration und zum anderen durch die feindliche Haltung der dort siedelnden Thrakerstämme bedingt, wie aus Schriftquellen hervorgeht.
In und um Apollonia sind mehrere früheisenzeitliche Hafenplätze bekannt, die jedoch keine näheren Informationen über die Ansiedlung der Griechen liefern. So entstand in der Nähe von Apollonia zur selben Zeit mit Antheia eine weitere Siedlung. Der Ort war anscheinend nur eine Apoikia und erlangte nie den Status einer Polis, er wurde möglicherweise durch Synoikismos mit Apollonia zusammengelegt. Plinius berichtet, dass Antheia im Gebiet der Astiki gelegen habe, dort wo heute Apollonia sei. Die Interpretation dieser Stelle, Antheia sei ein früherer Name von Apollonia gewesen, beruht auf einem Missverständnis. Angesichts des Fehlens systematischer Grabungen, da sich das Siedlungsgebiet heute im Areal eines Militärstützpunktes befindet, können keine chronologischen Aussagen über Antheia getroffen werden. In der Wissenschaft herrscht trotzdem die Meinung, dass Antheia in archaischer Zeit durchaus bedeutend gewesen sein muss, da von dort ein kopfloser archaischer Kouros (um 550–540 v. Chr.) sowie archaische Keramik kommt, die heute im Archäologischen Museum in Burgas aufbewahrt werden. Ob Anchialos schon im 6. Jahrhundert v. Chr. ein Stützpunkt der Apolloniaten war, ist ebenfalls noch nicht geklärt. Wahrscheinlich lag die Ansiedlung an der äußersten Spitze der einst viel umfangreicheren Halbinsel von Pomorie und ist später ins Meer abgesunken.
Die eigentliche Stadtsiedlung Apollonias lag auf der heute dicht bebauten Halbinsel Skamnij von Sosopol und auf der vorgelagerten Insel Sweti Kirik. Zwar sind infolge der modernen Bebauung größere Flächengrabungen nicht möglich, doch haben gerade Untersuchungen an mehreren Punkten der Stadt wie beispielsweise im Bereich der Georgskirche und in den Straßen Drava, Apolonija Nr. 82 und Morski skali Siedlungsmaterialien zutage gefördert, die bis in die archaische Zeit reichen. Die benachbarte Kirik-Insel war einst viel größer und durch einen Landstreifen mit der Skamnij-Halbinsel verbunden. Seitdem die Marine die Sweti Kirik-Insel 2005 geräumt und die bulgarische Regierung sie 2007 der Stadt übertragen hat, finden auch dort seit 2009 intensive Ausgrabungen statt. Diese werden von Krastina Panajotowa geleitet. Laut Strabon befand sich der größte Teil der milesischen Siedlung und das Heiligtum des Apollon auf ihr.
Laut der spätantiken Überlieferung im Periplus Ponti Euxini verfügte Apollonia über zwei große, in geschützten Buchten gelegene Häfen und bot dadurch eine günstige Lage für die Seefahrt. Nach Manfred Oppermann würden dafür der Bereich zwischen Nordküste der Stadt und der Sweti-Iwan-Insel und zum anderen ein Hafenbecken südwestlich der Sweti Kirik-Insel in Frage kommen. Die Polis hatte weiter drei befestigte Stadtviertel, die sich außerhalb der Stadtmauer befanden, eines auf der Insel Sweti Kirik, eines südlich der Neustadt auf der Halbinsel Budschaka und eines auf den Hügeln des Festlandes oberhalb der Altstadt. Weitere befestigte Siedlungen befanden sich nördlich, auf den heutigen Halbinseln Atija, Chrisotira und Akin. Apollonia verfügte über ein Theater, eine Agora und ein Gymnasion.
Das Territorium dieses griechischen Stadtstaats umfasste in den folgenden Jahrhunderten das Küstenland von Anchialo im Norden bis Tiniada im Süden. Im Nordosten grenzte Apollonia an den Bereich lokaler thrakischer Fürsten, die auf der Anhöhe Schiloto bei Burgas ihren Sitz hatten und mit Apollonia über das Emporion (Markt) in der heutigen Gegend Sladkite kladenci handelten. Im Südosten grenzte die Polis an die thrakischen Stämme im Strandscha-Gebirge sowie an das spätere thrakische Königreich der Odrysen.
Die früheste griechische Keramik stammt aus dem 7. Jahrhundert v. Chr., im 6. Jahrhundert v. Chr. lässt sich Keramik aus Ionien nachweisen. Im 5. Jahrhundert v. Chr. kommt die Importkeramik fast ausschließlich aus Athen, was die engen Beziehungen zu Athen dokumentiert, die auch durch Inschriften belegt sind.
Apollonia war Mitglied im Ersten Attischen Seebund und ist in der Tributliste von 425/424 v. Chr. aufgelistet.
Mitte des 5. Jahrhunderts v. Chr. wurde auf der gegenüberliegenden Seite der Bucht von Burgas zur Kontrolle der Seeroute die Tochterstadt Anchialos gegründet. Im 4. Jahrhundert v. Chr. erschütterten politische Wirren die Stadt.
Der autonome Status von Apollonia sowie von Mesembria, Odessos, Kallatis und Tomis wurde nach der makedonischen Eroberung Thrakiens durch einen Vertrag von Philipp II. anerkannt. Als Lysimachos sich 306/5 v. Chr. zum König von Thrakien krönen ließ und weitere Diadochenkriege ausbrachen, ging Apollonia mit den anderen vier Städten an der westlichen Schwarzmeerküste einen Bund ein, die Pontische Pentapolis. Im 3. Jahrhundert v. Chr. trat sie an Bedeutung endgültig hinter Mesembria zurück. Der Streit mit Mesembria über die Kontrolle der Salzminen in den Burgasseen führte im 2. Jahrhundert v. Chr. zu einem Krieg, aus dem Apollonia als Sieger hervorging.
74 v. Chr., während des Dritten Mithridatischen Kriegs (74–63 v. Chr.), ging Apollonia Pontica, um seine Verteidigung zu stärken, einen Bund mit dem pontischen König Mithradates VI. Eupator und den Bessen ein. Dank dieses Bundes wurde der erste Sturm der Römer auf die Stadt abgewehrt. 72 v. Chr. erfolgte der zweite Angriff, diesmal unter dem neuen römischen Prokonsul Makedoniens, Marcus Terentius Varro Lucullus. Nachdem er die thrakischen Bessen geschlagen sowie die Städte Uscudama und Kabile eingenommen hatte, zerstörte Lucullus Apollonia und entführte die von Kalamis geschaffene Kolossalstatue des Apollon nach Rom, wo sie auf dem Kapitol als Trophäe aufgestellt wurde.
Nachdem Apollonia unter römische Herrschaft gekommen war, ging seine Rolle zu Gunsten von Deultum und Anchialos zurück. Die Stadt wurde zunächst dem thrakischen Odrysenreich unterstellt, das zu diesem Zeitpunkt römisches Protektorat war. Nach dem Ende des Thrakerreiches wurde Apollonia in die römische Provinz und spätere Diözese Thrakien eingegliedert.
Im 4. Jahrhundert n. Chr. wurde die Stadt von Goten zerstört.

## Münzprägung

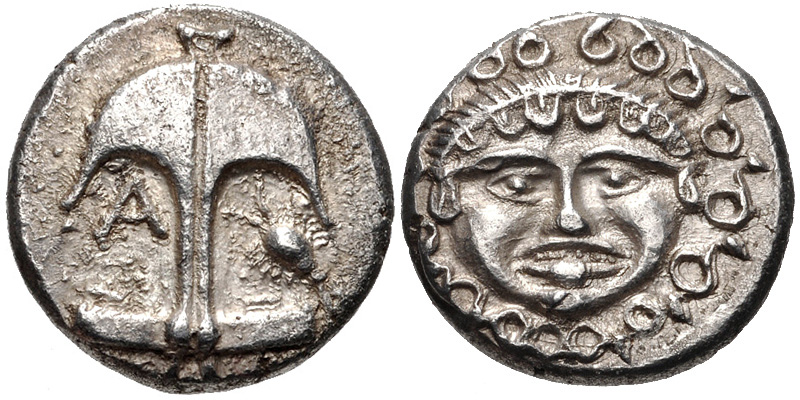
Münze von Apollonia

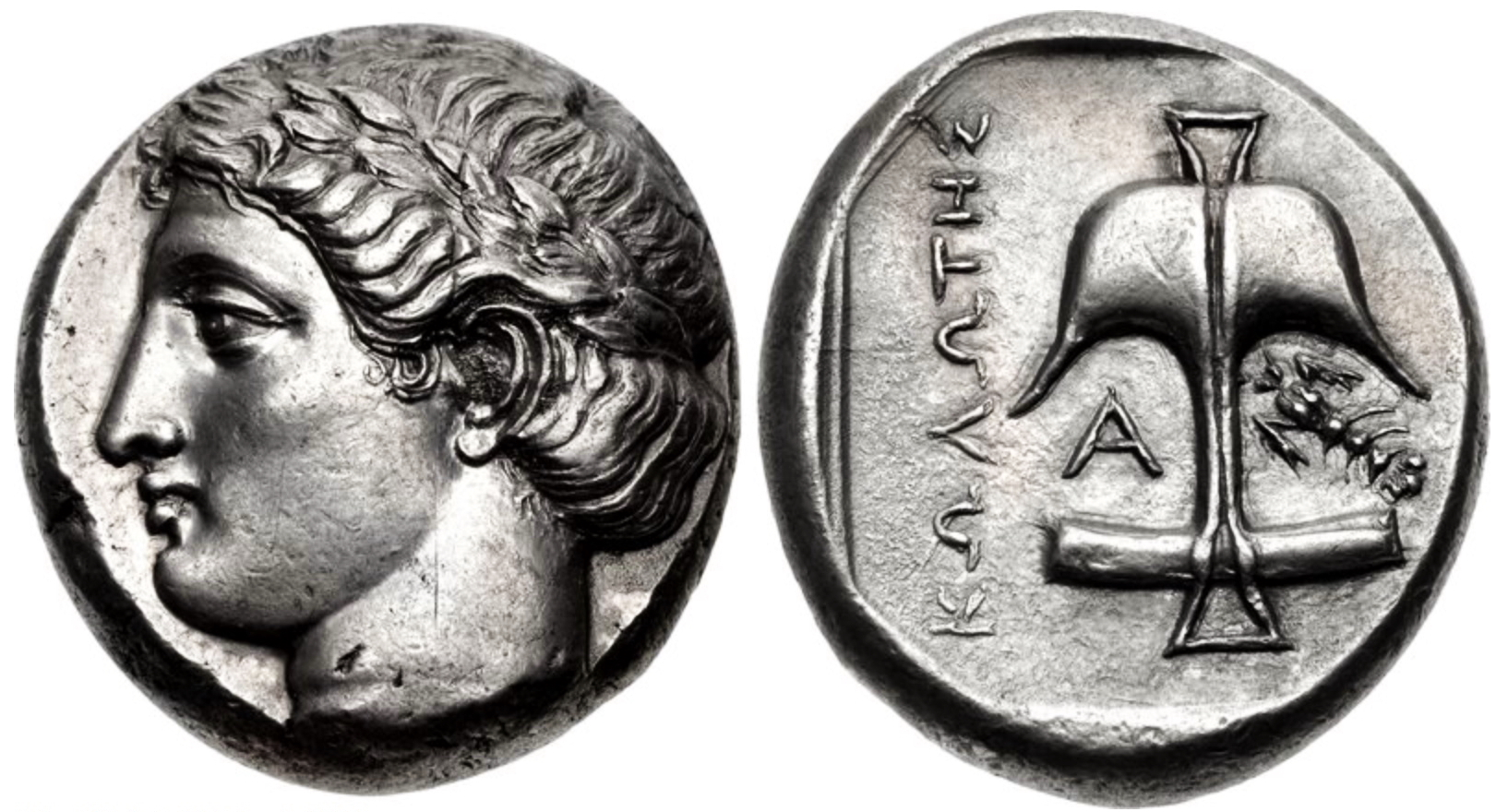
Tetradrachme von Apollonia

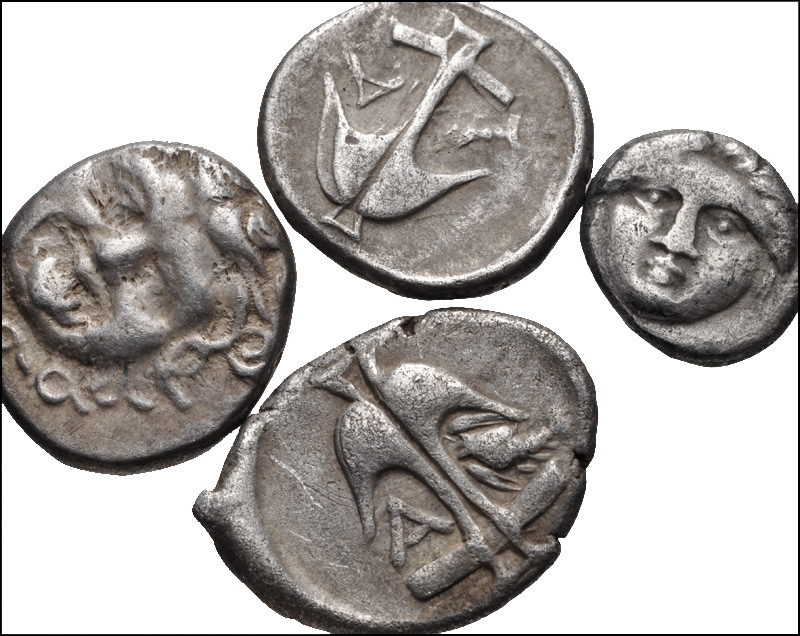
Münzen von Apollonia

In Apollonia wurden Funde von Pfeilspitzen gemacht, die als prämonetäre Zahlungsmittel angesehen werden.
Von der Mitte des 5. Jahrhunderts v. Chr. bis in das 2. Jahrhundert v. Chr. wurden in Apollonia Münzen geprägt, überwiegend aus Silber und Bronze. Auf der Vorderseite ihrer Münzen verwendete die Stadt immer den Anker als Symbol ihrer Bedeutung als Hafenstadt, in der Regel mit der Spitze nach oben. Die Münzen wurden als Zeichen der Stadt mit dem Buchstaben A neben dem Anker versehen. Diese Münzen wurden früher fälschlich auch Abydos in der Troas, Astakos in Bithynien oder Apollonia in Mysien zugewiesen. Als weiteres Beizeichen neben dem Anker kommt der Krebs vor. Auf der Rückseite wird anfangs das Gorgoneion, später der Kopf oder die ganze Figur ihres Hauptgottes Apollon geprägt. Als weiteres frühes Rückseitenbild kommt die Swastika vor.
In der römischen Kaiserzeit prägte die Stadt Münzen von Domitian bis Gordian III., gelegentlich mit der Aufschrift AΠOΛΛΩNIHTEΩN ΕΝ ΠΟΝΤΩ.
Seit den 1990er Jahren sind im Münzhandel zahllose Fälschungen der frühen Münzen von Apollonia aufgetaucht.

## Religion
In Apollonia nahm der Kult des Apollon eine zentrale Stellung ein. Ein bedeutender Tempel des Gottes und Namenspatrons wurde bereits zur Zeit der Stadtgründung erbaut; dort befand sich auch das im 2. Viertel des 5. Jahrhunderts v. Chr. von Kalamis geschaffene, 30 Ellen hohe kolossale Kultbild des Gottes aus Bronze. Der Tempel galt dem Apollon Ietros und wird in drei antiken Inschriften erwähnt sowie auf Münzen dargestellt. Der Beiname Ietros bedeutet zwar wörtlich Heiler (deutsch: Apollon der Heiler), weist aber laut Manfred Oppermann allgemein auf den beschützenden Aspekt dieser Gottheit hin. Sein Kult ist darüber hinaus in Histria, Olbia und Pantikapaion belegt, lässt sich jedoch nicht außerhalb des Schwarzmeerraumes nachweisen. Der Tempel des Apollon Ietros war gleichzeitig der Haupttempel der gesamten Region, in der weitere kleinere Tempel (wie die Tempel des Apollon Mousagetes (d. h. Apollo als Musenführer) und des Apollon Karneios beim heutigen Burgas) errichtet wurden.
Artemis, die Göttin der Jagd, des Waldes und die Hüterin der Frauen und Kinder, wurde durch jährliche so genannte Brauronia, große Feste mit musikalischen und ritterlichen Wettkämpfen geehrt. Daneben wurden Aphrodite und Hekate verehrt; diese Göttinnen erhielten ebenfalls große Tempelanlagen. Weiterhin wurden Demeter und Persephone in einer zwischen dem 6. und 3. Jahrhundert v. Chr. existierenden gemeinsamen Tempelanlage auf dem Kap Skamnij geehrt. Eine weitere zentrale Rolle wird hinter dem Kult des Dionysos-Zagreus vermutet. Ab dem späten 6. Jahrhundert v. Chr. wurde die Göttin des Familien- und Staatsherdes, Hestia, die chthonische Göttin und personifizierte Erde, Gaia, sowie Poseidon verehrt.

## Archäologie
Die Nekropolen des antiken Apollonia werden seit dem 19. Jahrhundert archäologisch untersucht. Die bekanntesten von ihnen befinden sich im Bereich des heutigen Meeresgartens (42° 25′ 15″ N, 27° 41′ 38″ O) zwischen der Altstadt und der Neustadt und in den Gegenden Charmanite, Budschaka (bulg. Буджака) und Kalfata. Letztere wurde u. a. 2002–2007 in einem von Antoine Hermary und Krastina Panajotowa geleiteten Projekt untersucht. Neuere Ausgrabungen haben bedeutende Funde aus thrakischer Zeit (8. und 7. Jahrhunderts v. Chr.) zu Tage gefördert. Sie waren reich an griechischer schwarz- und rotfiguriger Keramik, die einen frühen Einfluss der Griechen bezeugt.